# Pino Daniele

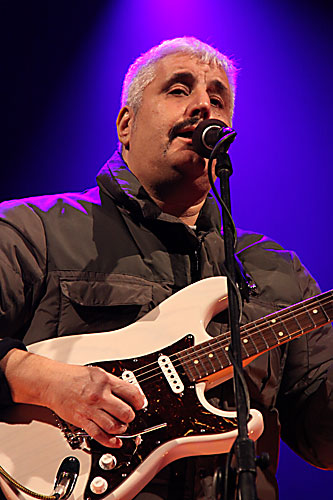
Pino Daniele (2009)

Pino Daniele (* 19. März 1955 in Neapel als Giuseppe Daniele; † 4. Januar 2015 in Rom) war ein italienischer Musiker.
Der Bluesgitarrist konnte sich in den 1970er- und 1980er-Jahren einen Namen als einer der innovativsten Musiker Italiens machen. Während seiner über 40-jährigen Karriere arbeitete er mit zahlreichen anderen Musikern aus aller Welt zusammen, darunter Franco Battiato, Francesco De Gregori, Lucio Dalla, Ralph Towner, Yellowjackets, Mike Mainieri, Claudio Baglioni, Danilo Rea und Mel Collins. Im Lauf der Jahre spielte er auf vielen wichtigen internationalen Bühnen. Bei Konzerten trat er auch gemeinsam mit Pat Metheny, Eric Clapton, Chick Corea, Robert Randolph, Bob Berg und Joe Bonamassa auf.
Seine Musik und seine Spieltechnik wurden von der Rockmusik, vom Jazz Louis Armstrongs und George Bensons und vor allem vom Blues inspiriert. Er kombinierte und interpretierte verschiedene musikalische sowie sprachliche Elemente auf sehr persönliche, kreative Art. Seine Leidenschaft für viele unterschiedliche Musikgenres (von Elvis Presley bis Roberto Murolo) bildete die Grundlage für die Entstehung des neuen Stils „Tarumbò“, konzipiert als eine Vermischung von Tarantella und Blues. Außerdem begründete er die musikalische Erneuerungsbewegung „Neapolitan Power“.

## Leben und Karriere

### Die Anfänge

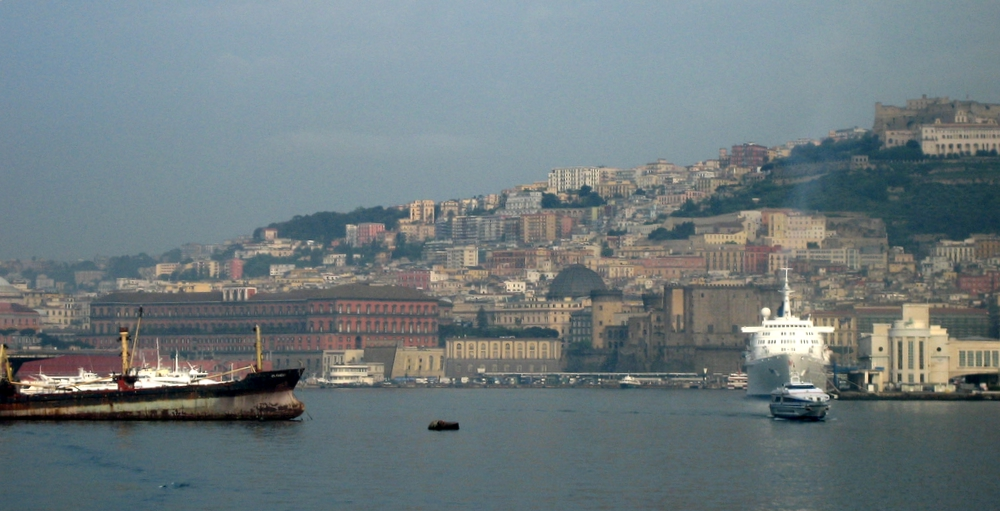
Hafen von Neapel

Pino Daniele kam im Stadtteil Porto von Neapel als erstes von sechs Kindern eines Hafenarbeiters zur Welt. Er wuchs in einer finanziell prekären Lage auf. Nach einigen Jahren zog er, noch als Kind, in das Haus zweier besser gestellter Tanten. In der Grundschule war einer seiner Klassenkameraden Enzo Gragnaniello. Daniele fiel zu jener Zeit als besonders ordentliches Kind auf. Außerdem zeigte er schon früh eine Begeisterung für Musik. Im Alter von zwölf Jahren machte er bei einem Kinderfest seine erste Bühnenerfahrung. Später besuchte er eine Ingenieursschule und lernte autodidaktisch das Gitarrenspiel, wobei er die Proteststimmung der 68er-Bewegung aufsog.
Sein musikalisches Debüt hatte Pino Daniele mit der Gruppe New Jet, die er mit seinem Schulfreund Gino Giglio gegründet hatte. Er verließ die Gruppe schnell wieder und sammelte danach wichtige Erfahrungen in der Gruppe Batracomiomachia, gegründet zusammen mit Paolo Raffone, Rosario Jeundano, Rino Zurzolo, Enzo Avitabile und Enzo Ciervo. Letzterem gehörte ein Probenlokal im Stadtteil Sanità, wo neben der Gruppe auch viele spätere Protagonisten der neapolitanischen Musikszene ein und aus gingen, darunter Corrado Rustici, Edoardo Bennato und Osanna. 1975 betätigte sich Daniele erstmals als Studiomusiker und spielte auf einem (erst 2012 veröffentlichten) Album von Mario Musella. Im Jahr darauf war er auf dem Album Suspiro von Jenny Sorrenti (Schwester von Alan) zu hören. Außerdem war er in jener Zeit am Album Le due facce di Gianni Nazzaro von Gianni Nazzaro beteiligt (auch als Backgroundsänger) und tourte zusammen mit Bobby Solo.
1976 wurde Daniele daneben als Bassist Teil der bedeutenden Gruppe Napoli Centrale, in der er wichtige Kontakte zu anderen Musikern knüpfen konnte, etwa dem Saxophonisten James Senese. Dieser trug in der Folge wesentlich zur musikalischen Entwicklung Pino Danieles bei und war an einigen seiner frühesten Alben beteiligt, wie Pino Daniele (1979), Nero a metà (1980) oder Vai mo’ (1981). Immer noch 1976 wurde Claudio Poggi, Musikproduzent bei EMI Italiana, auf ein Demo des jungen Musikers aufmerksam und produzierte mit ihm die erste Single Che calore / Fortunato.
Nach der Debütsingle arbeitete Daniele sogleich an seinem ersten Album, das 1977 unter dem Titel Terra mia erschien. Sowohl musikalisch als auch in den Texten zeigte das Album eine starke Verankerung in der neapolitanischen Volksmusik. Schon auf diesem Erstling waren einige Lieder enthalten, die Klassiker im Repertoire Danieles werden sollten: Terra mia, Suonno d’ajere, ’Na tazzulella ’e cafè, Libertà und vor allem Napule è, das er mit 18 Jahren geschrieben hatte und das sich zu einer Art Hymne für die Stadt Neapel entwickelte. ’Na tazzulella ’e cafè war eines seiner ersten Lieder, die es ins Radio schafften, durch die Vermittlung von Renzo Arbore, der damals Moderator der Radiosendung Alto gradimento war.
Zum Ende der 70er-Jahre erschien das zweite Album Pino Daniele, auf dem eine deutliche Abwendung von der neapolitanischen Musik hin zum Blues spürbar war. Auch dieses enthielt einige spätere Klassiker, etwa Je so’ pazzo, Je sto vicino a te, Chi tene ’o mare, Putesse essere allero, Basta na jurnata ’e sole und Donna Cuncetta.

### Die 1980er-Jahre

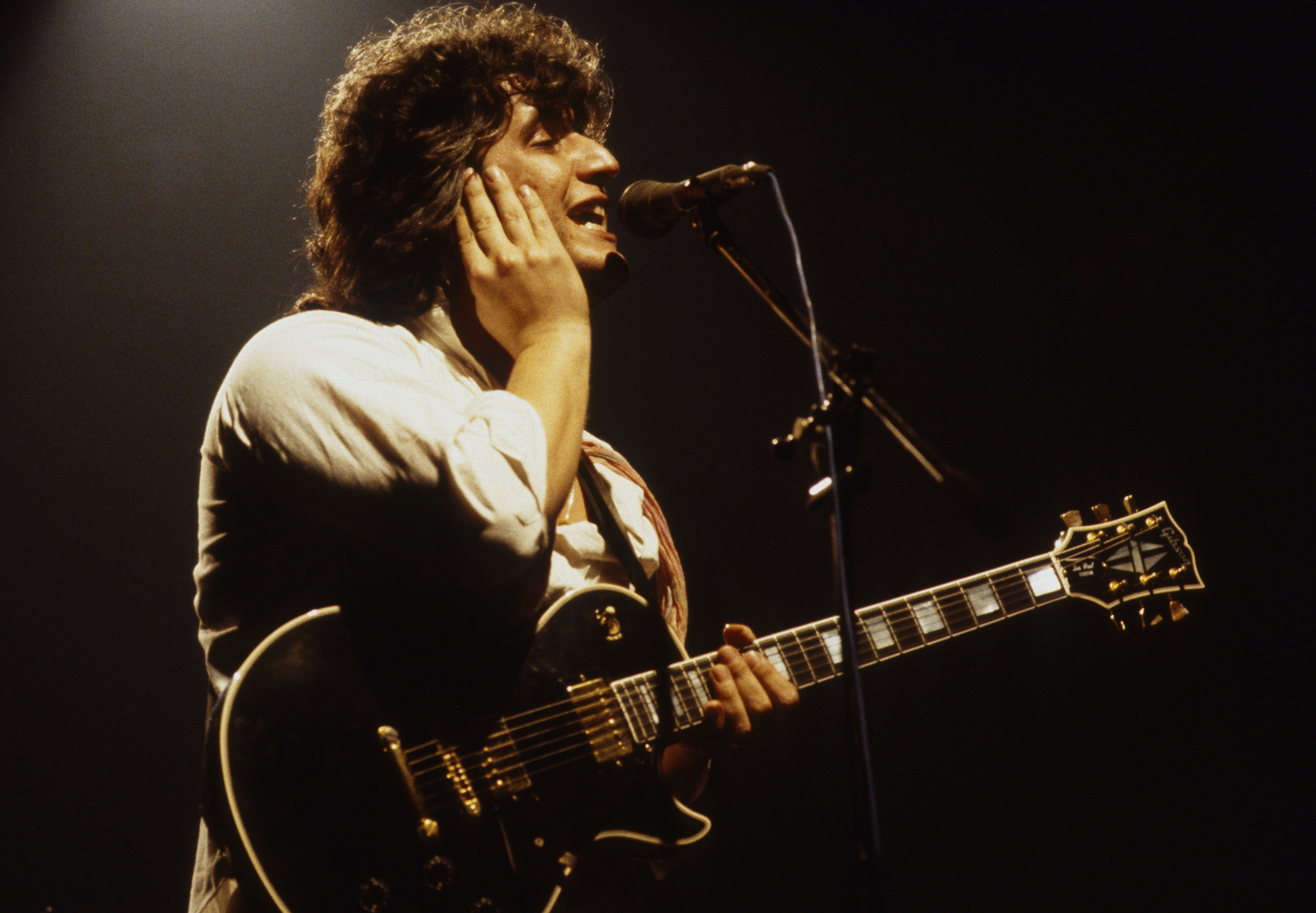
Pino Daniele (1982)

In den 80er-Jahren stieg das Ansehen Pino Danieles, im Juni 1980 konnte er ein Italienkonzert von Bob Marley in Mailand eröffnen. Ebenfalls 1980 veröffentlichte er das Album Nero a metà, in dem er einen neuen neapolitanischen Sound präsentierte, einen mediterran angehauchten Latin Blues. Das Titel war ein Verweis auf den kurz zuvor verstorbenen Mario Musella. Das Album war Danieles erster Charterfolg und wurde 2012 als einziges seiner Alben in die Liste der 100 schönsten italienischen Alben aller Zeiten der Zeitschrift Rolling Stone Italia aufgenommen (Platz 17).
Im September 1981 gab Daniele ein großes Konzert auf der Piazza del Plebiscito in Neapel, begleitet von Tullio De Piscopo, Joe Amoruso, Rino Zurzolo, Tony Esposito und James Senese, mit denen er im selben Jahr das vierte Album Vai mo’ aufgenommen hatte. Diese Formation war der Ausgangspunkt der musikalischen Erneuerungsbewegung „Neapolitan Power“, die sich hauptsächlich auf Blues, Jazz und Rock stützte. Dieser Hintergrund zeigt sich etwa in den Liedern Yes I Know My Way, Viento ’e terra, Have You Seen My Shoes oder Notte che se ne va. Die Gruppe spielte fortan jedoch nicht mehr gemeinsam, da die einzelnen Mitglieder alle ihre Solokarrieren verfolgten.

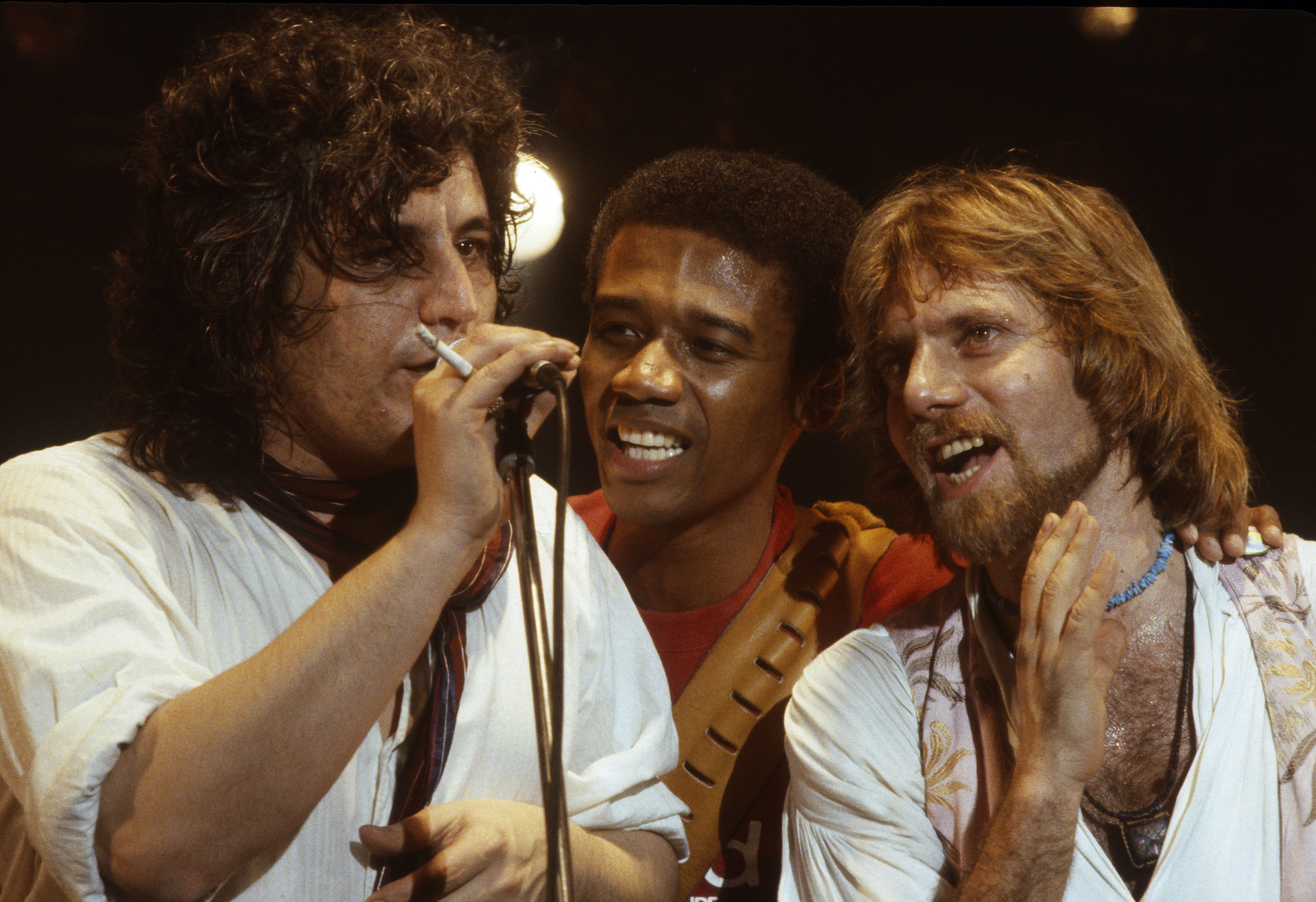
Pino Daniele mit Alphonso Johnson und Tony Esposito (1982)

1982 begann Daniele seine gemeinsamen Projekte mit bekannten internationalen Musikern. Auf seinem Album Bella ’mbriana, das erstmals die Spitze der italienischen Charts erreichte, waren Alphonso Johnson am Bass und Wayne Shorter am Sopransaxophon zu hören, beide aus der Gruppe Weather Report. 1983 nahm er zusammen mit Richie Havens das Album Common Ground auf und beteiligte sich am Album Apasionado von Gato Barbieri. Am 24. Juni 1984 eröffnete er ein Konzert von Carlos Santana und Bob Dylan in Mailand. Auf seinem nächsten Studioalbum Musicante trafen mediterrane Klänge auf arabisch geprägte Melodien, brasilianische Rhythmen (dank des Perkussionisten Naná Vasconcelos) und die Flöten von Mel Collins; es stellte den ersten Schritt in Richtung Weltmusik dar. Im selben Jahr veröffentlichte Daniele sein erstes Livealbum Sciò live, mit der Beteiligung vieler bekannter Gastmusiker. 1985 erschien das siebte Studioalbum Ferryboat, an dem auch Steve Gadd, Mino Cinelu und Gato Barbieri beteiligt waren.
1987 folgte das Album Bonne soirée, mit Beiträgen von Pino Palladino am Bass, Bruno Illiano am Keyboard, Jerry Marotta (zu der Zeit Schlagzeuger von Peter Gabriel) am Schlagzeug, Mel Collins am Saxophon und Mino Cinelu an der Perkussion. Am 1988er-Album Schizzechea with Love waren Steve Gadd und Agostino Marangolo beteiligt. Der Titelsong Schizzechea gewann 1989 die Targa Tenco für das beste Dialektlied. In dieser Zeit war er auch auf Europatournee, im Rahmen der Konzertreihe Night of the Guitar mit Randy California, Pete Haycock, Steve Hunter, Robby Krieger, Andy Powell, Ted Turner, Leslie West, Phil Manzanera und Jan Akkerman. Das Jahrzehnt wurde durch die Veröffentlichung von Mascalzone latino beschlossen. Das Lied Anna verrà (gewidmet der Schauspielerin Anna Magnani) war eines der ersten Lieder Danieles, die vollständig auf Italienisch verfasst waren.

### Die 1990er-Jahre
Im Jahr 1990 machte der Musiker aus Gesundheitsgründen eine längere künstlerische Pause. Im Jahr darauf meldete er sich mit dem Album Un uomo in blues zurück, auf dem nun wieder die Blues-Einflüsse und die Klänge der E-Gitarre vorherrschend waren, etwa in O scarrafone, Leave a Message oder im Titelsong. Im gleichen Jahr erschien auch das Album Sotto ’o sole, mit den Liedern Quando und O ssaje comme fa ’o core. 1992 hatte Daniele einen seiner seltenen Fernsehauftritte, zusammen mit dem befreundeten Massimo Troisi in der Sendung Alta classe von Gianni Minà. Daniele und Troisi begründeten bei dieser Gelegenheit den Running Gag Massimo, ho scritto una canzone, mi fai un film? („Massimo, ich habe ein Lied geschrieben, machst du mir einen Film?“). Dieser Daniele in den Mund gelegte Ausspruch spielte auf sein Lied Quando an, das im Vorjahr als Titelsong von Troisis Film Pensavo fosse amore… invece era un calesse fungiert hatte. Außerdem hatte Daniele bereits in der Vergangenheit Musik zu zwei von Troisis Filmen beigesteuert, Ricomincio da tre (1981) und Le vie del Signore sono finite (1987).
Anfang der 90er-Jahre trennte sich Daniele von seiner Frau Dorina, mit der er zwei Kinder hatte, und heiratete 1991 Fabiola. Aus der zweiten Ehe gingen zwei Töchter hervor, denen der Musiker die Lieder Sara und Sofia sulle note widmete, sowie ein Sohn. Ab 1993 trat Daniele wieder regelmäßig live auf. Im Mai des Jahres gab er zwei Konzerte in Cava de’ Tirreni, die ins Livealbum E sona mo’ einflossen. Im selben Jahr erschien das Studioalbum Che Dio ti benedica, zu dem Massimo Troisi einen Text beisteuerte. Internationale Gastmusiker waren diesmal Chick Corea und Ralph Towner. Sprachlich wechselte Daniele auf dem Album häufig zwischen Dialekt und Italienisch. Das Lied Sicily wurde erneut mit der Targa Tenco als bestes Dialektlied ausgezeichnet.
1994 ging Daniele gemeinsam mit Eros Ramazzotti und Jovanotti auf Italientournee. Im Jahr darauf hingegen tourte er mit Pat Metheny durch Italien. Mit den zwei folgenden Alben erreichte Daniele den Höhepunkt seines kommerziellen Erfolges. Non calpestare i fiori nel deserto (1995) entfernte sich von Funk-Einflüssen und dem neapolitanischen Dialekt und entwickelte stattdessen einen orientalisch angehauchten und bluesigen Pop mit Volksmusik-Anleihen. Das Album erreichte die Spitze der italienischen Charts und war eines der meistverkauften des Jahres. Es gewann zudem die Targa Tenco als bestes Album des Jahres. Das nächste Album Dimmi cosa succede sulla terra (1997) war noch erfolgreicher. Damit triumphierte er bei Festivalbar 1997 und gewann sowohl den Preis für das Album des Jahres als auch für die Single des Jahres (mit Che male c’è).
Im Jahr darauf trat er bei Pavarotti international zusammen mit Luciano Pavarotti auf, gemeinsam sangen sie Napule è. Zum Ende des Jahrtausends veröffentlichte Daniele das Album Come un gelato all’equatore, auf dem stärkere elektronische Klänge und Jazz-Einflüsse vorherrschten; beteiligt war die Sängerin Rossana Casale. Dem Album ging die Single Neve al sole voraus. Im September 1999 trat Daniele bei einem Konzert von Zucchero in der Arena von Verona auf.

### Die 2000er-Jahre
Die Einflüsse aus der nordafrikanischen Musiktradition rückten im nächsten Studioalbum Medina in den Mittelpunkt, das Anfang 2001 bei BMG Ricordi erschien. Beteiligt waren Salif Keïta aus Mali, Faudel aus Algerien, Omar Faruk Tekbilek aus der Türkei, Lotfi Bushnaq aus Tunesien und die italienische Hip-Hop-Gruppe 99 Posse. Unter den Liedern waren Via Medina, Mareluna, Lacrime di sale und Senza ’e te. Nach einer Tournee folgte das Livealbum Concerto Medina Tour 2001. Im Jahr darauf regte Daniele eine gemeinsame Tournee mit Fiorella Mannoia, Francesco De Gregori und Ron an, die ins Livealbum In tour einfloss, erschienen bei Danieles eigenem Label Blue Drag. Im Album Passi d’autore (2004) experimentierte der Musiker wieder mit neuen Klängen. Zusammen mit dem Peter Erskine Trio mischte er Jazz mit Madrigalen des 16. Jahrhunderts.
Mit der Single It’s Now or Never (englisches Cover von ’O sole mio, bekannt gemacht durch Elvis Presley) leitete er 2005 das Album Iguana café ein. Beteiligt waren die Perkussionisten Naná Vasconcelos und Karl Potter. Während der Iguana Café Tour kam es auch zu einer kurzen Reunion Danieles mit James Senese und Tony Esposito. Im Jahr 2007 veröffentlichte Daniele das nächste Studioalbum Il mio nome è Pino Daniele e vivo qui. Es war geprägt vom Zusammentreffen neapolitanischer und lateinamerikanischer Musik, beteiligt waren Giorgia, Tony Esposito und Alfredo Paixão. Bei der anschließenden Tournee trat er auch mit der israelischen Sängerin Noa auf.

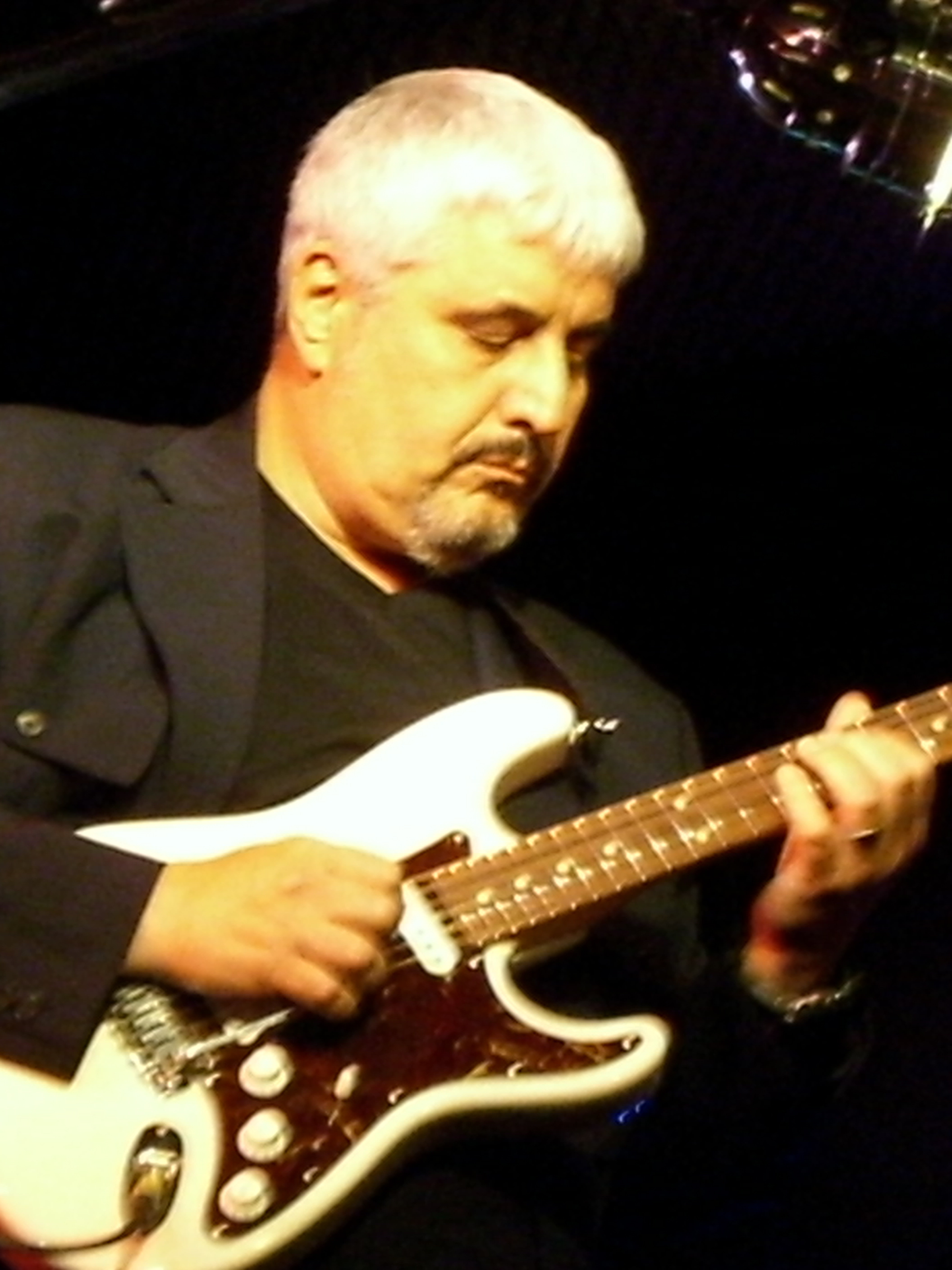
Pino Daniele (2008)

2008 belebte Daniele mit Tullio De Piscopo, James Senese, Tony Esposito, Joe Amoruso und Rino Zurzolo die erste Formation des „Neapolitan Power“ wieder. Unterstützt von Chiara Civello und Al Di Meola veröffentlichte die Gruppe ein Dreifachalbum mit 45 Liedern, darunter alte Erfolge und neue Titel. Das Album trug den Titel Ricomincio da 30, als Anspielung auf die fast 30 Jahre, die seit dem letzten Album vergangen waren, und auf Massimo Troisi, der 1981 mit dem Film Ricomincio da tre debütiert hatte (mit Musik von Daniele). Im Anschluss ging die Gruppe erfolgreich auf Tournee.
Am 8. Juli 2008 gab Daniele wieder ein Konzert auf der Piazza del Plebiscito, zusammen mit einer Vielzahl an Gästen (darunter Giorgia, Irene Grandi, Avion Travel, Nino D’Angelo und Gigi D’Alessio). Das Event wurde live im Fernsehen übertragen, und erschien 2013 auch auf DVD. Im Gegensatz zum grundsätzlichen Enthusiasmus des Publikums im Lauf des Konzerts wurde der Auftritt mit Gigi D’Alessio jedoch mit Pfiffen bedacht. 2009 erschien das Album Electric Jam, dem die erfolgreiche Single Il sole dentro di me mit dem Rapper J-Ax vorausging. Anschließend gab er eine Reihe von Konzerten in ganz Europa. Am 1. Oktober trat Pino Daniele erstmals im Apollo Theater in New York auf, gefolgt von einem Konzert in Toronto.

### Die 2010er-Jahre

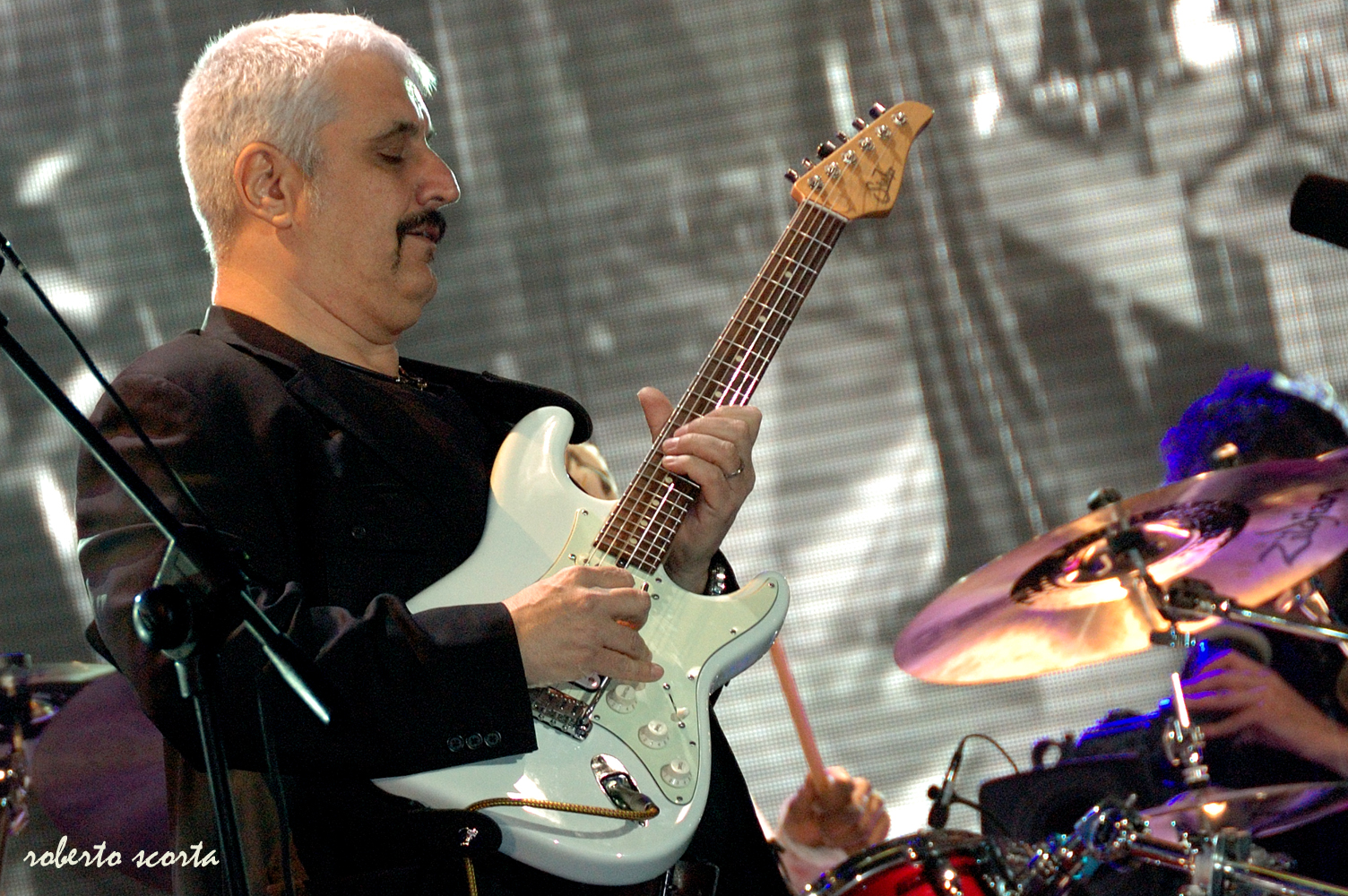
Pino Daniele (2010)

2010 nahm Daniele am Crossroads Guitar Festival von Eric Clapton in Chicago teil, wobei er zusammen mit Joe Bonamassa und Robert Randolph auftrat. Im November des Jahres veröffentlichte er sein nächstes Album Boogie Boogie Man, auf dem wieder Duette mit diversen Musikerkollegen enthalten waren, etwa mit Mina, Franco Battiato, Mario Biondi und J-Ax. 2011 trat er bei einem Italienkonzert von Eric Clapton in Erscheinung und sang mit diesem Wonderful Tonight. Im selben Jahr war er auch wieder bei einem Konzert von Zucchero zu Gast.
2012 erschien das neue Album La grande madre, mit Beteiligung von Steve Gadd, Chris Stainton, Mel Collins, Omar Hakim, Rachel Z, Willie Weeks, Gianluca Podio, Solomon Dorsey und Mino Cinelu. Bei der anschließenden Tournee gab Daniele auch Konzerte in New York, Boston und Washington. Im März 2013 nahm er am Jahrestags-Tributekonzert zu Ehren des im Jahr davor verstorbenen Lucio Dalla teil und sang dabei Caruso.
Im Sommer 2014 ging er hingegen mit seinem Album Nero a metà auf Tournee, wobei er für das Konzert in der Arena von Verona noch einmal die Originalbesetzung versammelte: James Senese, Gigi De Rienzo, Agostino Marangolo, Ernesto Vitolo, Rosario Jermano und Tony Cercola. Gäste waren Elisa, Mario Biondi, Fiorella Mannoia, Emma und Francesco Renga. Seinen letzten Auftritt hatte Pino Daniele am 31. Dezember 2014 in Courmayeur im Rahmen der Fernsehsendung L’anno che verrà.

### Tod und Nachwirkung
Am Abend des 4. Januar 2015 erlitt Pino Daniele, der schon länger an schweren Herzproblemen litt, einen Herzinfarkt in seinem Haus in Orbetello in der Toskana. Er wurde ins Krankenhaus Sant’Eugenio in Rom gebracht, wo er nach mehreren erfolglosen Wiederbelebungsversuchen schließlich für tot erklärt wurde.
Als Reaktion auf Danieles Tod versammelten sich am Abend des 6. Januar etwa 100.000 Personen auf der Piazza del Plebiscito in Neapel, um seine Lieder zu singen. Die Beerdigung wurde zweigeteilt und fand am 7. Januar zunächst in Rom und schließlich am Abend als große öffentliche Trauerfeier in Neapel unter der Leitung von Kardinal Crescenzio Sepe statt. Zahlreiche Kollegen des Musikers reagierten betroffen auf seinen Tod, darunter Eric Clapton, Zucchero, Francesco De Gregori, Antonello Venditti, Roberto Vecchioni, Vasco Rossi und Ligabue. Zwischen dem 12. und dem 22. Januar 2015 wurde die Urne Danieles im Castel Nuovo für die Öffentlichkeit ausgestellt und schließlich in den Friedhof von Magliano in Toscana überführt.

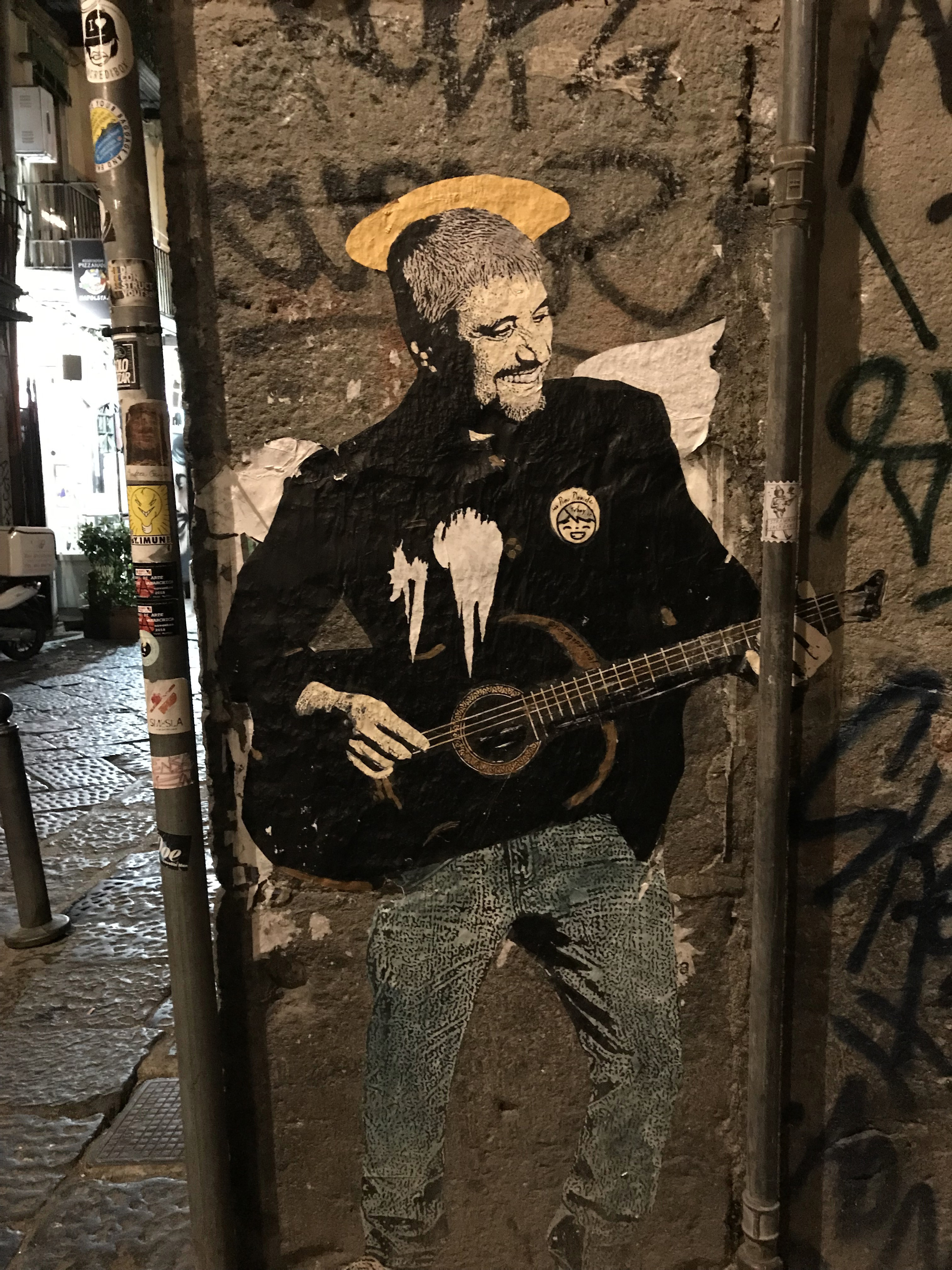
Pino-Daniele-Graffiti an einer Hauswand in Neapel

Im September 2015 benannte die Stadt Neapel eine Straße in der Nähe seines Geburtshauses nach dem Musiker. Am ersten Jahrestag seines Todes strahlte Rai 2 eine Sondersendung über Daniele aus. Im Sommer 2016 wurde im Museo della pace (Mamt) zu seinen Ehren die Dauerausstellung Pino Daniele Alive eingeweiht. 2018 wurde postum die Single Resta quel che resta veröffentlicht. Am siebten Juni desselben Jahres fand im Stadio San Paolo in Neapel ein großes Tributekonzert für Daniele statt, an dem Musiker wie Biagio Antonacci, Eros Ramazzotti, Jovanotti, Antonello Venditti, Giorgia, Francesco De Gregori, Fiorella Mannoia, Massimo Ranieri und Tullio De Piscopo beteiligt waren, neben Danieles früherer Band. Im Rahmen des Sanremo-Festivals 2019 wurde Daniele mit dem Preis für sein Lebenswerk ausgezeichnet, der von seinen zwei Töchtern in Empfang genommen wurde. Im selben Jahr gab Poste Italiane auch eine Daniele gewidmete Briefmarke heraus.

## Filmmusik
Pino Daniele komponierte Musik für diverse Filme. Neben drei Filmen von Massimo Troisi (Ricomincio da tre, Le vie del Signore sono finite und Pensavo fosse amore… invece era un calesse) waren dies La mazzetta (1978) von Sergio Corbucci, Se lo scopre Gargiulo (1988) von Elvio Porta, Amore a prima vista (1999) von Vincenzo Salemme und der Animationsfilm Opopomoz (2003) von Enzo D’Alò. Für Mi manda Picone (1983) von Nanni Loy schrieb Daniele das Lied Assaje (die sonstige Filmmusik stammt von Tullio De Piscopo). Zwei seiner Lieder flossen auch in den Soundtrack des Films Blues metropolitano (1984) ein (Yes I know my way und Lazzari felici). Je so’ pazzo spielt im Film Drei Brüder von Francesco Rosi (1981) eine Rolle, ebenso in Maradona – La mano de Dios von Marco Risi (2006). Disperata vita wiederum fand Eingang in den Soundtrack zu Fame chimica (2003) von Antonio Bocola und Paolo Vari. Schließlich zeichnete Daniele auch für die Musik des Films La seconda volta non si scorda mai (2008) von Francesco Ranieri Martinotti verantwortlich. Hauptdarsteller Alessandro Siani verwendete danach Danieles Uè Man! in seinem Film Il principe abusivo (2013).

## Diskografie

### Studioalben
| Jahr | Titel Musiklabel                               | Höchstplatzierung, Gesamtwochen, AuszeichnungChartplatzierungen (Jahr, Titel, Musiklabel, Platzierungen, Wochen, Auszeichnungen, Anmerkungen) | Höchstplatzierung, Gesamtwochen, AuszeichnungChartplatzierungen (Jahr, Titel, Musiklabel, Platzierungen, Wochen, Auszeichnungen, Anmerkungen) | Anmerkungen                                                              |
| Jahr | Titel Musiklabel                               | IT | CH | Anmerkungen                                                              |
| ---- | ---------------------------------------------- | --- | --- | ------------------------------------------------------------------------ |
| 1977 | Terra mia EMI Italiana                         | — | — | 2015 Platz 41 (5 Wochen) der FIMI-Charts                                 |
| 1979 | Pino Daniele EMI Italiana                      | IT— Platin (2024)IT | — | 2015 Platz 19 (10 Wochen) der FIMI-Charts                                |
| 1980 | Nero a metà EMI Italiana                       | IT8 Platin (2021) · (36 Wo.)IT | — | 2014 Platz 8 (30 Wochen) der FIMI-Charts                                 |
| 1981 | Vai mo’ EMI Italiana                           | IT2 (21 Wo.)IT | — | Erstveröffentlichung: Juni 1981 2015 Platz 22 (7 Wochen) der FIMI-Charts |
| 1982 | Bella ’mbriana EMI Italiana                    | IT1 Gold (2022) · (21 Wo.)IT | — | 2015 Platz 14 (24 Wochen) der FIMI-Charts                                |
| 1984 | Musicante EMI Italiana                         | IT2 (18 Wo.)IT | CH23 (2 Wo.)CH | Erstveröffentlichung: Mai 1984 2015 Platz 49 (2 Wochen) der FIMI-Charts  |
| 1985 | Ferryboat EMI Italiana                         | IT6 (15 Wo.)IT | — | Erstveröffentlichung: November 1985                                      |
| 1987 | Bonne soirée EMI Italiana                      | IT8 (15 Wo.)IT | — | Erstveröffentlichung: 15. Mai 1987                                       |
| 1988 | Schizzechea with Love EMI Italiana             | IT7 (11 Wo.)IT | — | Erstveröffentlichung: September 1988                                     |
| 1989 | Mascalzone latino EMI Italiana                 | IT6 (14 Wo.)IT | — | Erstveröffentlichung: 10. November 1989                                  |
| 1991 | Un uomo in blues CGD                           | IT3 Platin · (15 Wo.)IT | — | Erstveröffentlichung: Januar 1991                                        |
| 1991 | Sotto ’o sole CGD                              | IT7 (17 Wo.)IT | — | Erstveröffentlichung: Dezember 1991                                      |
| 1993 | Che Dio ti benedica CGD                        | IT3 (19 Wo.)IT | — | Erstveröffentlichung: März 1993                                          |
| 1995 | Non calpestare i fiori nel deserto CGD         | IT1 (48 Wo.)IT | — | Erstveröffentlichung: 25. März 1995                                      |
| 1997 | Dimmi cosa succede sulla terra CGD             | IT1 Gold (2024) · (39 Wo.)IT | CH42 (6 Wo.)CH | Erstveröffentlichung: 12. März 1997                                      |
| 1999 | Come un gelato all’equatore CGD East West      | IT1 (27 Wo.)IT | CH42 (2 Wo.)CH | Erstveröffentlichung: März 1999                                          |
| 2001 | Medina RCA                                     | IT2 (45 Wo.)IT | CH66 (8 Wo.)CH | Erstveröffentlichung: 16. Februar 2001                                   |
| 2004 | Passi d’autore RCA                             | IT1 (27 Wo.)IT | CH44 (5 Wo.)CH | Erstveröffentlichung: 23. April 2004 als Pino Daniele Project            |
| 2005 | Iguana cafè – Latin blues e melodie RCA        | IT1 (18 Wo.)IT | CH99 (1 Wo.)CH | Erstveröffentlichung: 7. Oktober 2005                                    |
| 2007 | Il mio nome è Pino Daniele e vivo qui Sony BMG | IT4 (36 Wo.)IT | — | Erstveröffentlichung: 16. Februar 2007                                   |
| 2009 | Electric Jam RCA                               | IT4 Gold · (18 Wo.)IT | — | Erstveröffentlichung: 27. März 2009                                      |
| 2010 | Boogie Boogie Man RCA                          | IT6 Gold · (14 Wo.)IT | — | Erstveröffentlichung: 23. November 2010                                  |
| 2012 | La grande madre Blue Drag                      | IT2 (18 Wo.)IT | — | Erstveröffentlichung: 20. März 2012                                      |
| 2020 | Nero a metà (40° Anniversario)                 | IT93 (1 Wo.)IT | — | Erstveröffentlichung: 30. November 2020                                  |

grau schraffiert: keine Chartdaten aus diesem Jahr verfügbar

### Livealben
| Jahr | Titel                                                              | Höchstplatzierung, Gesamtwochen, AuszeichnungChartplatzierungen (Jahr, Titel, Platzierungen, Wochen, Auszeichnungen, Anmerkungen) | Höchstplatzierung, Gesamtwochen, AuszeichnungChartplatzierungen (Jahr, Titel, Platzierungen, Wochen, Auszeichnungen, Anmerkungen) | Anmerkungen                                                                                |
| Jahr | Titel                                                              | IT | CH | Anmerkungen                                                                                |
| ---- | ------------------------------------------------------------------ | --- | --- | ------------------------------------------------------------------------------------------ |
| 1984 | Sció live EMI Italiana                                             | IT9 (11 Wo.)IT | — | 2015 Platz 34 (6 Wochen) der FIMI-Charts                                                   |
| 1993 | E sona mo’ CGD                                                     | IT9 (12 Wo.)IT | — | Erstveröffentlichung: November 1993                                                        |
| 2001 | Live @ RTSI RTSI                                                   | IT72 (1 Wo.)IT | — |                                                                                            |
| 2002 | Concerto Medina Tour 2001 BMG                                      | IT2 (13 Wo.)IT | — |                                                                                            |
| 2002 | In tour Blue Drag                                                  | IT5 (16 Wo.)IT | — | Erstveröffentlichung: 22. November 2002 mit Francesco De Gregori, Fiorella Mannoia und Ron |
| 2013 | Tutta n’ata storia – Vai mo’ – Live in Napoli Blue Drag            | IT6 (13 Wo.)IT | — | Erstveröffentlichung: 22. Januar 2013                                                      |
| 2015 | Nero a metà Live – Il concerto – Milano 22 dicembre 2014 Blue Drag | IT4 (19 Wo.)IT | — | Erstveröffentlichung: 9. Juni 2015                                                         |
| 2024 | Sció live (40th Anniversary) Warner Music Italy                    | IT54 (1 Wo.)IT | — | Erstveröffentlichung: 19. März 2024                                                        |

### Kompilationen (Auswahl)
| Jahr | Titel                                                | Höchstplatzierung, Gesamtwochen, AuszeichnungChartplatzierungen (Jahr, Titel, Platzierungen, Wochen, Auszeichnungen, Anmerkungen) | Höchstplatzierung, Gesamtwochen, AuszeichnungChartplatzierungen (Jahr, Titel, Platzierungen, Wochen, Auszeichnungen, Anmerkungen) | Anmerkungen                                |
| Jahr | Titel                                                | IT | CH | Anmerkungen                                |
| ---- | ---------------------------------------------------- | --- | --- | ------------------------------------------ |
| 1991 | Tra musica e magia EMI Italiana                      | IT5 (11 Wo.)IT | — |                                            |
| 1995 | Passa ’o tiempo e che fa – I primi anni EMI Italiana | IT25 (16 Wo.)IT | — |                                            |
| 1997 | Voglio ’o mare EMI Italiana                          | IT29 (4 Wo.)IT | — |                                            |
| 1998 | Yes I Know My Way – The Best of Pino Daniele CGD     | IT1 (33 Wo.)IT | CH30 (4 Wo.)CH | Erstveröffentlichung: April 1998           |
| 2000 | Napule è CGD                                         | IT14 Gold (2016) · (25 Wo.)IT | — |                                            |
| 2000 | Studio Collection – Le origini EMI Italiana          | IT64 (2 Wo.)IT | — |                                            |
| 2002 | Amore senza fine Warner                              | IT26 (12 Wo.)IT | — |                                            |
| 2004 | The Platinum Collection EMI Italiana                 | IT6 (22 Wo.)IT | — | Erstveröffentlichung: 27. Mai 2004         |
| 2006 | Tutto Daniele – che male c’è… Warner                 | IT19 Gold · (16 Wo.)IT | — | Erstveröffentlichung: 26. September 2006   |
| 2008 | Ricomincio da 30 RCA                                 | IT2 Gold (2015) · (19 Wo.)IT | — | Erstveröffentlichung: 16. Mai 2008         |
| 2011 | Original Album Series                                | IT82 (1 Wo.)IT | — | Erstveröffentlichung: 27. September 2011   |
| 2011 | Original Album Series Vol. 2                         | IT75 (1 Wo.)IT | — | Erstveröffentlichung: 27. September 2011   |
| 2012 | Successi d’autore RCA                                | IT27 Gold · (14 Wo.)IT | — | Erstveröffentlichung: 27. März 2012        |
| 2012 | Mascalzone latino / Sotto ’o Sole                    | IT100 (1 Wo.)IT | — | Erstveröffentlichung: 18. September 2012   |
| 2015 | Collection                                           | IT6 (14 Wo.)IT | — |                                            |
| 2015 | 3CD Collection                                       | IT17 (20 Wo.)IT | — |                                            |
| 2015 | I grandi successi                                    | IT28 (6 Wo.)IT | — |                                            |
| 2015 | 2 Original Classic Albums                            | IT81 (1 Wo.)IT | — | bestehend aus Pino Daniele und Nero a metà |
| 2015 | Tracce di libertà Universal                          | IT42 (7 Wo.)IT | — | Erstveröffentlichung: 4. Dezember 2015     |
| 2017 | Quando Warner                                        | IT12 Gold · (15 Wo.)IT | — | Erstveröffentlichung: 1. Dezember 2017     |

### Singles (Auswahl)
Anmerkung: Nach Danieles Tod stiegen 17 seiner Lieder in die Singlecharts ein.

| Jahr | Titel Album                                                         | Höchstplatzierung, Gesamtwochen, AuszeichnungChartplatzierungen (Jahr, Titel, Album, Platzierungen, Wochen, Auszeichnungen, Anmerkungen) | Höchstplatzierung, Gesamtwochen, AuszeichnungChartplatzierungen (Jahr, Titel, Album, Platzierungen, Wochen, Auszeichnungen, Anmerkungen) | Anmerkungen                                         |
| Jahr | Titel Album                                                         | IT | CH | Anmerkungen                                         |
| ---- | ------------------------------------------------------------------- | --- | --- | --------------------------------------------------- |
| 1991 | ’O scarrafone Un uomo in blues                                      | IT8 (12 Wo.)IT | — | 2015 Platz 93 (1 Woche) der FIMI-Charts             |
| 2007 | Back Home Il mio nome è Pino Daniele e vivo qui                     | — | — | Platz 21 (5 Wochen) der Downloadcharts              |
| 2007 | Vento di passione Il mio nome è Pino Daniele e vivo qui             | IT— Gold (2023)IT | — | mit Giorgia Platz 23 (11 Wochen) der Downloadcharts |
| 2009 | Il sole dentro di me Electric Jam                                   | IT13 (9 Wo.)IT | — | mit J-Ax                                            |
| 2010 | Boogie Boogie Man                                                   | IT72 (1 Wo.)IT | — | Erstveröffentlichung: 5. November 2010              |
| 2013 | Non si torna indietro Tutta n’ata storia – Vai mo’ – Live in Napoli | IT50 (1 Wo.)IT | — |                                                     |
| 2015 | Napule è Terra mia (1977)                                           | IT5 Platin · (3 Wo.)IT | — |                                                     |
| 2015 | Quando Sotto ’o sole (1991)                                         | IT8 Platin (2021) · (2 Wo.)IT | — |                                                     |
| 2015 | Quanno chiove Nero a metà (1980)                                    | IT12 Platin (2023) · (2 Wo.)IT | — |                                                     |
| 2015 | Je so’ pazzo Pino Daniele (1979)                                    | IT15 Platin · (2 Wo.)IT | — |                                                     |
| 2015 | Se mi vuoi Non calpestare i fiori nel deserto (1995)                | IT22 Gold · (1 Wo.)IT | — | mit Irene Grandi                                    |
| 2015 | Che male c’è Dimmi cosa succede sulla terra (1997)                  | IT24 Gold (2024) · (1 Wo.)IT | — |                                                     |
| 2015 | Resta… Resta cu’ mme Non calpestare i fiori nel deserto (1995)      | IT32 Gold · (1 Wo.)IT | — |                                                     |
| 2015 | A me me piace ’o blues Nero a metà (1980)                           | IT38 Gold (2023) · (1 Wo.)IT | — |                                                     |
| 2015 | Io per lei Non calpestare i fiori nel deserto (1995)                | IT40 (1 Wo.)IT | — |                                                     |
| 2015 | Yes I Know My Way Vai mo’ (1981)                                    | IT45 Gold (2023) · (1 Wo.)IT | — |                                                     |
| 2015 | Amore senza fine Yes I Know My Way (1998)                           | IT47 Platin (2023) · (1 Wo.)IT | — |                                                     |
| 2015 | Dubbi non ho Dimmi cosa succede sulla terra (1997)                  | IT72 Platin (2023) · (1 Wo.)IT | — |                                                     |
| 2015 | Je sto vicino a te Pino Daniele (1979)                              | IT73 (1 Wo.)IT | — |                                                     |
| 2015 | I Say I’ sto ccà Nero a metà (1980)                                 | IT78 (1 Wo.)IT | — |                                                     |
| 2015 | Alleria Nero a metà (1980)                                          | IT82 (1 Wo.)IT | — |                                                     |
| 2015 | Anna verrà Mascalzone latino (1989)                                 | IT88 (1 Wo.)IT | — |                                                     |
| 2024 | Again –                                                             | IT89 (1 Wo.)IT | — | Erstveröffentlichung: 29. November 2024             |

Weitere Lieder mit Auszeichnungen
- 2001: Sara non piangere – Platin (2024)  (100.000+)[71]

## Filmografie
Filmkomponist
- 1978: La mazzetta – Regie: Sergio Corbucci
- 1981: Ricomincio da tre – Regie: Massimo Troisi
- 1987: Le vie del Signore sono finite – Regie: Massimo Troisi
- 1988: Se lo scopre Gargiulo – Regie: Elvio Porta
- 1991: 18 in einer Woche (18 anni tra una settimana) – Regie: Luigi Perelli
- 1991: Pensavo fosse amore… invece era un calesse – Regie: Massimo Troisi
- 1999: Amore a prima vista – Regie: Vincenzo Salemme
- 2001: Mario il cavallo – Regie: Sergio Pappalettera
- 2003: Opopomoz – Regie: Enzo D’Alò
- 2008: La seconda volta non si scorda mai – Regie: Francesco Ranieri Martinotti
- 2013: Massimo, il mio cinema secondo me (Dokumentarfilm) – Regie: Raffaele Verzillo

## Auszeichnungen (Auswahl)
- 1989 – Targa Tenco für den besten Dialektbeitrag (für Schizzechea)[23]
- 1992 – Ciak d’oro für die beste Filmmusik (für Pensavo fosse amore… invece era un calesse)[74]
- 1993 – Targa Tenco für den besten Dialektbeitrag (für Sicily mit Chick Corea)[23]
- 1995 – Targa Tenco für das Album des Jahres (für Non calpestare i fiori nel deserto)[23]
- 2019 – Premio Città di Sanremo für das Lebenswerk (verliehen postum beim Sanremo-Festival 2019)[68]

## Belege
1. ↑  Salvatore Setola: L’oro di Napoli – Viaggio tra i tesori partenopei. Ondarock, 29. April 2013, abgerufen am 31. Mai 2020 (italienisch).
2. ↑  Oscar De Simone: Addio Pino Daniele – L’amico d’infanzia: “Così povero che non comprò la foto scolastica”. Il Gazzettino TV, archiviert vom Original (nicht mehr online verfügbar) am 9. Januar 2015; abgerufen am 31. Mai 2020 (italienisch).  Info: Der Archivlink wurde automatisch eingesetzt und noch nicht geprüft. Bitte prüfe Original- und Archivlink gemäß Anleitung und entferne dann diesen Hinweis.
3. ↑  Giuseppe Grimaldi: L’amico d’infanzia: «La mia classe di artisti con Pino e Gragnaniello». In: IlMattino.it. 7. Januar 2015, abgerufen am 31. Mai 2020 (italienisch).
4. 1 2  Pino Daniele. MTV Italia, archiviert vom Original (nicht mehr online verfügbar) am 9. August 2020; abgerufen am 31. Mai 2020 (italienisch).  Info: Der Archivlink wurde automatisch eingesetzt und noch nicht geprüft. Bitte prüfe Original- und Archivlink gemäß Anleitung und entferne dann diesen Hinweis.
5. ↑  Diego Marotta: L’Album Inedito Di Mario Musella A Discodays. Discodays, 12. Oktober 2012, abgerufen am 31. Mai 2020 (italienisch).
6. ↑  Jenny Sorrenti – 1975-77. Jenny Sorrenti, abgerufen am 31. Mai 2020 (italienisch).
7. ↑  QUIZ NUMERO 3 RISPOSTA ESATTA. In: IlMattino.it. 7. Juli 2013, abgerufen am 31. Mai 2020 (italienisch).
8. ↑  Michele Manzotti: Bobby Solo. In: Il popolo del blues. Abgerufen am 31. Mai 2020 (italienisch).
9. ↑  Napoli Centrale. In: ItalianProg.com. Abgerufen am 31. Mai 2020 (italienisch).
10. ↑  Mario Luzzatto Fegiz: Le contraddizioni di Napoli nella voce e nelle note di Pino Daniele. In: Corriere.it. 5. Januar 2015, abgerufen am 31. Mai 2020 (italienisch).
11. ↑  Struggente «Napule è», scritta a 18 anni. In: FamigliaCristiana.it. Abgerufen am 31. Mai 2020 (italienisch).
12. ↑  Stefano Vaccara: Quando Pino Daniele duettò con John Turturro. In: La Voce di New York. 5. Januar 2015, archiviert vom Original (nicht mehr online verfügbar) am 27. Januar 2015; abgerufen am 31. Mai 2020 (italienisch).  Info: Der Archivlink wurde automatisch eingesetzt und noch nicht geprüft. Bitte prüfe Original- und Archivlink gemäß Anleitung und entferne dann diesen Hinweis.
13. 1 2 3 4 5  Federico Vacalebre: È morto Pino Daniele: il mondo della musica è sotto choc. Il cantante napoletano stroncato da infarto. In: IlMattino.it. 5. Januar 2015, abgerufen am 31. Mai 2020 (italienisch).
14. ↑  Gabriele Antonucci: Pino Daniele: quel pomeriggio con Bob Marley a San Siro. In: Panorama.it. Archiviert vom Original (nicht mehr online verfügbar) am 11. Januar 2015; abgerufen am 31. Mai 2020 (italienisch).
15. ↑  Pino Daniele rilegge “Nero a metà” e celebra il blues partenopeo. In: Il Mattino di Padova. 4. November 2014, abgerufen am 31. Mai 2020 (italienisch).
16. ↑  Raul Rizzardi: Lista dei 100 migliori album italiani secondo Rolling Stone. In: RitZ’Ó. 15. März 2019, abgerufen am 31. Mai 2020 (italienisch).
17. ↑  Il Neapolitan power di scena al Moro. Corriere.it, 20. Februar 2013, abgerufen am 31. Mai 2020 (italienisch).
18. ↑  Vgl. Goffredo Plastino: Naples Power. In: Franco Fabbri, Goffredo Plastino (Hrsg.): Made in Italy: Studies in Popular Music. Routledge, London 2016, ISBN 978-1-138-21342-5, S. 56–71.
19. ↑  Antonio Mustara: Addio a Richie Havens, il cantante che aprì Woodstock. Nel 1983 incise un disco con Pino Daniele. Sorrisi.com, 23. April 2013, archiviert vom Original (nicht mehr online verfügbar) am 12. Januar 2015; abgerufen am 31. Mai 2020 (italienisch).
20. 1 2  Pino Daniele ospita Noa e Giorgia. In: Corriere della Sera. 28. Mai 2007, S. 11 (corriere.it (Memento vom 1. Januar 2016 im Internet Archive) [abgerufen am 31. Mai 2020]).
21. ↑  Antonio Orlando, Riccardo Bozzi: Un mito controvoglia. In: Corriere della Sera. 23. Juni 1993, S. 3 (corriere.it (Memento vom 1. Januar 2016 im Internet Archive) [abgerufen am 31. Mai 2020]).
22. ↑  Ernesto Assante: Pino Daniele ambasciatore di Napoli in Italia e all’estero. In: La Repubblica. 7. November 1985, S. 26 (repubblica.it [abgerufen am 31. Mai 2020]).
23. 1 2 3 4 5  Albo d’oro Targhe Tenco. Club Tenco, archiviert vom Original (nicht mehr online verfügbar) am 11. August 2020; abgerufen am 31. Mai 2020 (italienisch).  Info: Der Archivlink wurde automatisch eingesetzt und noch nicht geprüft. Bitte prüfe Original- und Archivlink gemäß Anleitung und entferne dann diesen Hinweis.
24. ↑  Morto Pino Daniele. Le ceneri dell’artista saranno portate a Napoli per l’ultimo saluto della sua città. IlSussidiario.net, 5. Januar 2015, abgerufen am 31. Mai 2020 (italienisch).
25. 1 2  Pino Daniele, il bluesman napoletano famoso in tutto il mondo. In: QN Quotidiano Nazionale. 5. Januar 2015, abgerufen am 31. Mai 2020 (italienisch).
26. ↑  Mario Luzzatto Fegiz: Tour Jovanotti Daniele Eros – “Scriviamo anche una canzone”. In: Corriere della Sera. 22. April 1994, S. 37 (corriere.it (Memento vom 21. Juli 2015 im Internet Archive) [abgerufen am 31. Mai 2020]).
27. ↑  Giacomo Pellicciotti: Con Pino & Pat la chitarra si fa in due. In: La Repubblica. 13. September 1995, S. 33 (repubblica.it [abgerufen am 31. Mai 2020]).
28. ↑  Gloria Pozzi: Pino Daniele: Africa ora sono figlio tuo. In: Corriere della Sera. 1. März 1995, S. 37 (italienisch, corriere.it (Memento vom 1. Januar 2016 im Internet Archive) [abgerufen am 31. Mai 2020]).
29. ↑  Mario Luzzatto Fegiz: Chiudete gli occhi, ve la do io la musica. In: Corriere della Sera. 25. April 1995, S. 37 (corriere.it (Memento vom 9. Januar 2015 im Internet Archive) [abgerufen am 31. Mai 2020]).
30. ↑  Carlo Giordano: Sanremo, il Club Tenco ricorda Pino Daniele. In: LaStampa.it. 5. Januar 2015, abgerufen am 31. Mai 2020 (italienisch).
31. ↑  Musica: Pino Daniele è il Re delle vendite 1997. Adnkronos, 29. Dezember 1997, abgerufen am 31. Mai 2020 (italienisch).
32. ↑  Eleonora Bertolotto: Daniele Re del Festivalbar. In: La Repubblica. 31. August 1997, S. 39 (repubblica.it [abgerufen am 31. Mai 2020]).
33. ↑  Pino Daniele: Farò un duetto con Pavarotti. S. 36 (corriere.it (Memento vom 30. Oktober 2015 im Internet Archive) [abgerufen am 31. Mai 2020]).
34. ↑  Zucchero e Pino Daniele insieme a Verona. In: Rockol.it. 8. September 1999, abgerufen am 31. Mai 2020 (italienisch).
35. ↑  Voce: Pino Daniele. Musicultura, archiviert vom Original (nicht mehr online verfügbar) am 13. Januar 2015; abgerufen am 31. Mai 2020 (italienisch).
36. ↑  Enrico Deregibus: Quello che non so, lo so cantare. Storia di Francesco De Gregori. Giunti, Florenz 2003, ISBN 88-09-75626-6, S. 220–222.
37. ↑  Massimiliano Longo: Un altro grande della musica ci lascia: è morto Pino Daniele. In: All Music Italia. 5. Januar 2015, abgerufen am 31. Mai 2020.
38. ↑  Da Napoli al mondo, e ritorno: Pino sa spiegare perché la musica non ha confini. In: IlSole24Ore.com. 14. Januar 2015, abgerufen am 31. Mai 2020 (italienisch).
39. ↑  Luis Cabasés: Pino Daniele: «Tv, non mi avrai». In: L’Unità. 6. Oktober 2005, archiviert vom Original (nicht mehr online verfügbar) am 1. Februar 2015; abgerufen am 31. Mai 2020 (italienisch).
40. 1 2  Lutto nel mondo della musica – La scomparsa di Pino Daniele. SIAE, abgerufen am 31. Mai 2020 (italienisch).
41. ↑  Pino Daniele: Ricomincio da 30, la tracklist del triplo album. Italianissima, abgerufen am 31. Mai 2020 (italienisch).
42. ↑  Napoli, fischi per Gigi D’Alessio. In: TGcom24. Archiviert vom Original (nicht mehr online verfügbar) am 8. Januar 2015; abgerufen am 31. Mai 2020 (italienisch).
43. ↑  Michele Monteverdi: Il nuovo Pino Daniele tra rap e chitarre elettriche. IlSole24Ore.com, 2. April 2009, abgerufen am 31. Mai 2020 (italienisch).
44. ↑  Successo di Pino Daniele all’Apollo di New York. In: La Repubblica. 3. Oktober 2009, S. 56 (repubblica.it [abgerufen am 31. Mai 2020]).
45. ↑  Pino Daniele in concert at Casino Rama. Italian Cultural Institute in Toronto, archiviert vom Original (nicht mehr online verfügbar) am 4. März 2016; abgerufen am 31. Mai 2020 (italienisch).
46. ↑  Eric Clapton’s Crossroads Guitar Festival 2010. Chicago Blues Guide, archiviert vom Original (nicht mehr online verfügbar) am 21. Mai 2020; abgerufen am 31. Mai 2020 (englisch).  Info: Der Archivlink wurde automatisch eingesetzt und noch nicht geprüft. Bitte prüfe Original- und Archivlink gemäß Anleitung und entferne dann diesen Hinweis.
47. ↑  Musica: Pino Daniele, in ‘Boogie Boogie Man’ anche Mina e Battiato. In: Repubblica.it. 20. Oktober 2010, archiviert vom Original (nicht mehr online verfügbar) am 25. Oktober 2020; abgerufen am 31. Mai 2020 (italienisch).  Info: Der Archivlink wurde automatisch eingesetzt und noch nicht geprüft. Bitte prüfe Original- und Archivlink gemäß Anleitung und entferne dann diesen Hinweis.
48. ↑  Antonio Lodetti: Da Shorter a Clapton, così lo cercavano all’estero. In: IlGiornale.it. 7. Januar 2015, abgerufen am 31. Mai 2020 (italienisch).
49. ↑  Pino Daniele Tour 2012, tutte le date dei concerti. In: Onstageweb. Abgerufen am 31. Mai 2020 (italienisch).
50. ↑  La grande madre tour 2012 – 22 settembre Molfetta. In: Corriere delle Puglie. 3. September 2012, archiviert vom Original (nicht mehr online verfügbar) am 5. August 2020; abgerufen am 31. Mai 2020 (italienisch).  Info: Der Archivlink wurde automatisch eingesetzt und noch nicht geprüft. Bitte prüfe Original- und Archivlink gemäß Anleitung und entferne dann diesen Hinweis.
51. ↑  La notte di Lucio. In: Il Corriere di Bologna. Abgerufen am 31. Mai 2020 (italienisch).
52. ↑  Carlo Mandelli: Pino Daniele all’Arena, è di nuovo Nero a metà. ANSA, 2. September 2014, abgerufen am 31. Mai 2020 (italienisch).
53. ↑  Pino Daniele – Nero a metà. Radio Italia, abgerufen am 31. Mai 2020 (italienisch).
54. ↑  A Courmayeur l’ultimo show di Pino Daniele. LaStampa.it, 5. Januar 2015, abgerufen am 31. Mai 2020 (italienisch).
55. ↑  Pino Daniele: giallo sui soccorsi, portato in auto da Roma gravissimo. In: Corriere.it. 5. Januar 2015, abgerufen am 31. Mai 2020 (italienisch).
56. ↑  Barbara Farnetani: Pino Daniele: Il sindaco di Orbetello chiarisce sull’ubicazione della villa dell’artista Daniele. Il Giunco, 5. Januar 2015, abgerufen am 31. Mai 2020 (italienisch).
57. ↑  Addio a Pino Daniele: il cantautore napoletano stroncato da un infarto. Napoli in lutto. Rai News, 5. Januar 2015, abgerufen am 31. Mai 2020 (italienisch).
58. ↑  Pino Daniele tot: Sänger von Napul’è an Herzinfarkt gestorben. In: Der Spiegel. Abgerufen am 31. Mai 2020.
59. ↑  Pino Daniele, in 100 mila in piazza Napoli. In: LaStampa.it. 6. Januar 2015, abgerufen am 31. Mai 2020 (italienisch).
60. ↑  Pino Daniele. Cerimonia al Plebiscito, Sepe: «Ha fatto tanto per la città». In: IlMattino.it. 7. Januar 2015, abgerufen am 31. Mai 2020 (italienisch).
61. ↑  Pino Daniele, la musica italiana ricorda il ‘nero a metà’. ANSA, 5. Januar 2015, abgerufen am 31. Mai 2020 (italienisch).
62. ↑  Napolitano, Renzi, Vasco, Ligabue, Sangiorgi: L’addio a Pino Daniele. Radio Italia, 5. Januar 2015, abgerufen am 31. Mai 2020 (italienisch).
63. ↑  Napoli, addio a Pino Daniele: le ceneri consegnate al figlio lasciano il Maschio Angioino. In: IlMattino.it. 22. Januar 2015, abgerufen am 31. Mai 2020 (italienisch).
64. ↑  Oscar De Simone: Una via per Pino Daniele, festa di Capodanno dedicata al cantante. In: IlMattino.it. 29. September 2015, abgerufen am 31. Mai 2020 (italienisch).
65. ↑  Rai2, stasera a “Unici” torna lo speciale su Pino Daniele. In: Napoli Today. 4. Januar 2016, abgerufen am 31. Mai 2020 (italienisch).
66. ↑  Federico Vacalebre: C’è un Museo per Pino Daniele: un primato di Napoli. In: IlMattino.it. 29. Juni 2016, abgerufen am 31. Mai 2020 (italienisch).
67. ↑  Mara Bizzoco: Il cast completo di “Pino è”. Radio Italia, 18. April 2018, abgerufen am 31. Mai 2020 (italienisch).
68. 1 2  Emiliana Costa: Sanremo, premio a Pino Daniele. Lo ritirano le figlie Cristina e Sara. In: IlMessaggero.it. 7. Februar 2019, abgerufen am 31. Mai 2020 (italienisch).
69. ↑  Un francobollo per Pino Daniele. In: IlMattino.it. 3. Oktober 2019, abgerufen am 31. Mai 2020 (italienisch).
70. 1 2 3  Chartquellen (Alben):
  - Guido Racca: M&D Borsa Album 1964-2019. Selbstverlag, 2019, ISBN 978-1-09-470500-2, S. 150 f.
  - Guido Racca & Chartitalia: Top 100 FIMI Album. Lulu, 2013, S. 95 f.
  - Alben von Pino Daniele. In: Italiancharts.com. Hung Medien, abgerufen am 30. Mai 2020.
  - Alben von Pino Daniele. In: hitparade.ch. Hung Medien, abgerufen am 30. Mai 2020.
71. 1 2 3 4  Certificazioni. FIMI, abgerufen am 19. September 2024 (italienisch).
72. ↑  Platin für Un uomo in blues in Italien
73. ↑  Chartquellen (Singles):
  - Guido Racca: M&D Borsa Singoli 1960-2019. Selbstverlag, 2019, ISBN 978-1-09-326490-6, S. 177.
  - Guido Racca & Chartitalia: Top 100 FIMI Singoli. Lulu, 2013, S. 84, 173.
  - Archivio classifiche Top Singoli. FIMI, abgerufen am 19. September 2024 (italienisch).
74. ↑  Enrico Lancia: I premi del cinema 1927-1997. Gremese, Rom 1998, S. 278–279.

| Personendaten    | Personendaten                   |
| ---------------- | ------------------------------- |
| NAME             | Daniele, Pino                   |
| ALTERNATIVNAMEN  | Daniele, Giuseppe (Geburtsname) |
| KURZBESCHREIBUNG | italienischer Musiker           |
| GEBURTSDATUM     | 19. März 1955                   |
| GEBURTSORT       | Neapel                          |
| STERBEDATUM      | 4. Januar 2015                  |
| STERBEORT        | Rom                             |